# Ансгар Кнауфф
Ансгар Кнауфф (нім. Ansgar Knauff; нар. 10 січня 2002, Геттінген) — німецький футболіст, півзахисник клубу «Айнтрахт».

## Клубна кар'єра
Уродженець міста Геттінген, розташованого в землі Нижня Саксонія. Народився в сім'ї німкені та ганця, виховувався матір'ю-одиначкою.
Футболом починав займатись у місцевій команді «Геттінген 07», перш ніж приєднатися до молодіжної академії «Ганновера 96» у 2015 році. Після року, проведеного в академії «Ганновера», Кнауфф перейшов до академії дортмундської «Боруссії». З сезону 2020/21 став виступати у складі другої команди дортмундців. 16 вересня 2020 року дебютував за неї в поєдинку Регіоналіги проти «Шпортфройнде». 25 листопада 2020 року підписав з клубом контракт терміном на три роки.
8 грудня 2020 року дебютував в основній команді клубу в поєдинку Ліги чемпіонів проти санкт-петербурзького «Зеніту» (2:1), вийшовши на поле на 83-й хвилині замість Торгана Азара.
20 березня 2021 року Кнауфф дебютував у Бундеслізі, вийшовши замість Тома Меньє на 80-й хвилині та віддавши результативну передачу, яка допомогла принести його команді нічию 2:2 проти «Кельна». 10 квітня він забив свій перший гол у Бундеслізі, відзначившись переможним м'ячем у ворота «Штутгарта» (3:2).
20 січня 2022 року Кнауфф був відданий в оренду на 18 місяців до франкфуртського «Айнтрахта» для отримання постійної ігрової практики.  Там Кнауфф одразу став основним правим захисником команди і забив свій перший гол за «Айнтрахт» 5 березня у грі проти «Герти» (4:1), а закріпив цей статус важливими голами в Лізі Європи проти «Барселони» та «Вест Гема». До кінця сезону він провів 19 ігор у всіх змаганнях і зі своєю командою вийшов у фінал Ліги Європи. Там він провів на полі усі 120 хвилин проти «Рейнджерса» і виграв титул з «Айнтрахтом» у серії пенальті. Після фіналу Кнауфф був визнаний УЄФА найкращим молодим гравцем турніру.

## Виступи за збірну
У жовтні 2020 року дебютував за юнацьку збірну Німеччини до 19 років, та зігравши в обох іграх проти Франції. З наступного року став виступати за збірні до 20 та 21 року.

## Досягнення
- Володар Кубка Німеччини: 2020/21
- Переможець Ліги Європи УЄФА: 2021/22